# Corpul de reacție rapidă - Franța
Înființat la 1 iulie 2005, comandamentul Corpului de Reacție Rapidă – Franța (CRR-FR) este o structură militară franceză, certificată NATO, în măsură să comande o forță terestră națională sau multinațională de 5 000 până la 60 000 militari.

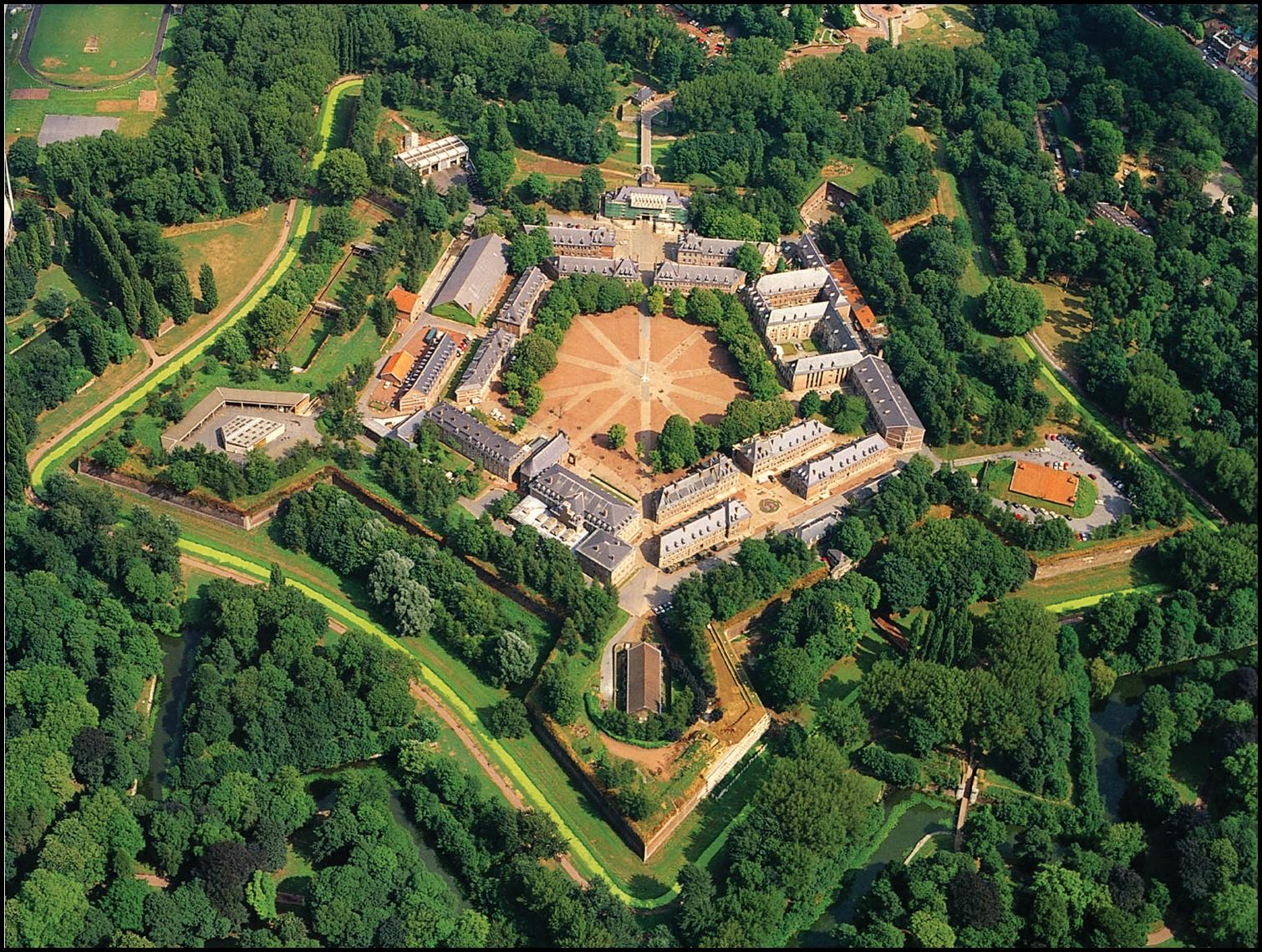
Imagine aeriană a Citadelei din Lille

Formată din peste 400 de militari de 14 naționalități diferite, unitatea este dispusă în nordul Franței, în Lille, într-o fortificație militară din secolul al XVII-lea, cunoscută și drept „Regina citadelelor”, care a fost concepută și construită de către mareșalul francez Vauban.
Prompt, flexibil și deschis către lume, CRR-FR este, prin excelență, un instrument proiectat și realizat pentru a face față complexității operațiilor militare ale începutului secolului al XXI-lea.

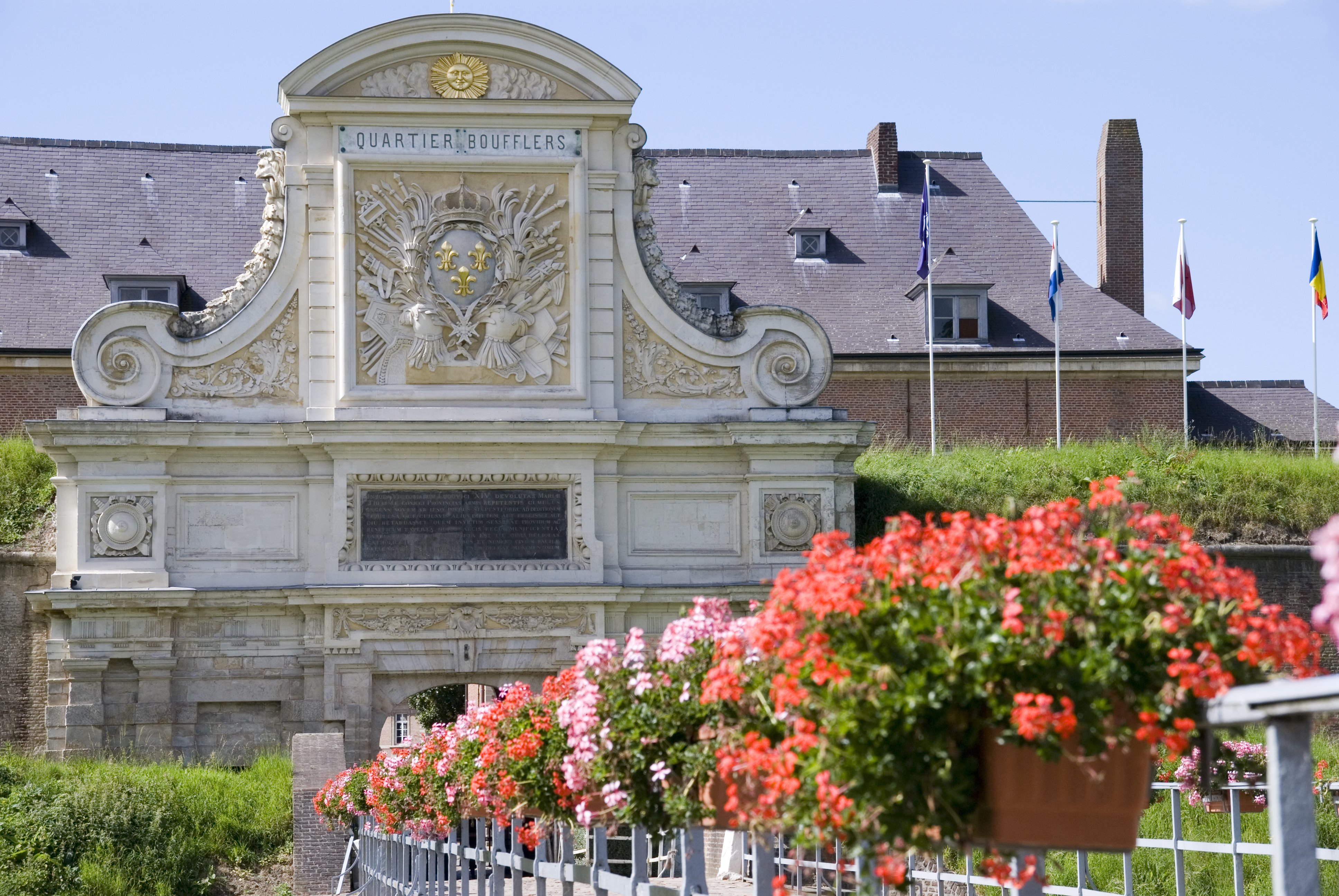
Intrarea principală ("Porte Royale") în Citadelă

## Prompt
În iulie 2007, în urma evaluărilor NATO, Corpul de Reacție Rapidă-Franța a fost certificat drept „High Readiness Headquarters”. Astăzi, în NATO, există șapte structuri care sunt capabile să conducă acest tip de misiuni: Allied Rapid Reaction Corps (ARRC), NATO Rapid Deployable Corps – Italy (NRDC-IT), NATO Rapid Deployable Corps – Spain (NRDC-Spain), NATO Rapid Deployable Corps – Turkey (NRDC-T), Rapid Deployable German-Netherlands Corps (1GNC), EUROCORPS și CRR-FR.
În condițiile stării de alertă, din momentul luării unei decizii politice de trimitere de trupe, CRR-FR poate disloca în maxim două zile un element de recunoaștere și, în mai puțin de zece zile, un punct de comandă complet operațional.

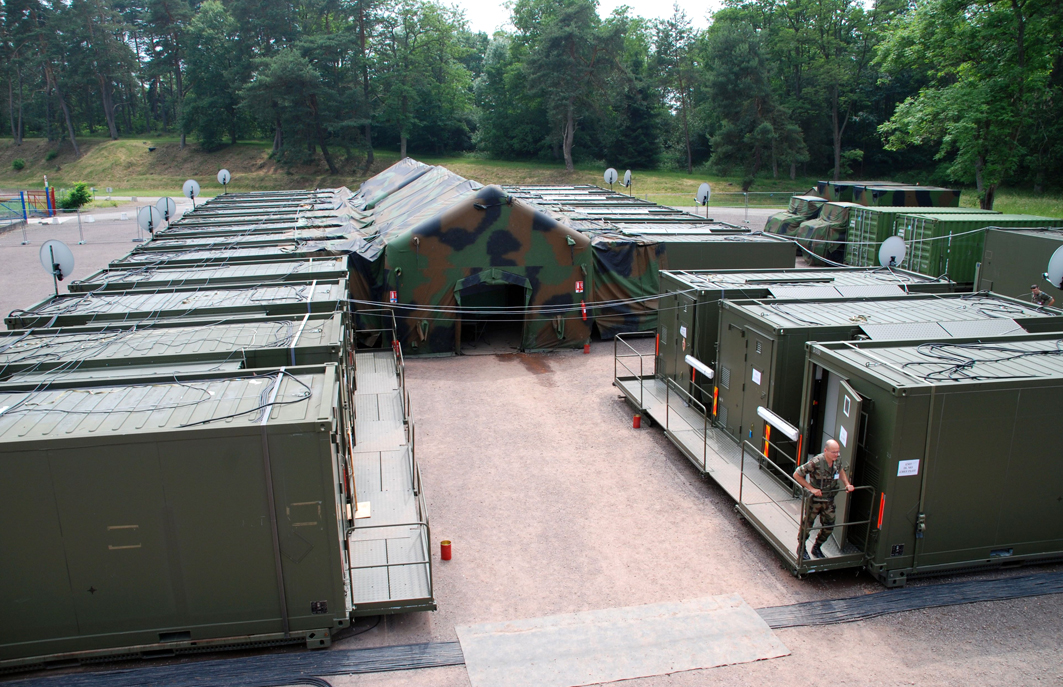
Adăposturi modulare din compunerea punctului de comandă

## Flexibil
CRR-FR este în măsură să desfășoare o gamă largă de misiuni, de la operații de dislocare preventivă și până la operații de stabilitate.  Această structură poate fi angajată într-un mediu multinațional în operații sub mandat NATO, al Uniunii Europene (UE) sau național.
Până în prezent, experiența CRR-FR în astfel de misiuni constă în:
- asumarea poziției de componentă terestră a Forței de Răspuns a NATO (NRF11), în perioada cuprinsă între 1 iulie și 31 decembrie 2008;
- participarea cu personal la crearea Forței Europene (EUFOR) dislocată în Ciad și în Republica Centrafricană, în perioada cuprinsă între ianuarie și mai 2009;
- încadrarea cu aproximativ 180 de militari a Comandamentului Întrunit al ISAF Forței Internaționale de Securitate și Asistență (ISAF) / ISAF Joint Command (IJC), dislocat în Kabul, Afganistan, în perioada cuprinsă între august 2010 și ianuarie 2011.

În cadrul procesului de planificare a operațiilor conduse de NATO în Afganistan, comandamentele certificate de NATO , inclusiv CRR-FR, contribuie în mod constant cu militari la încadrarea structurilor ISAF.

## Deschis către lume
CRR-FR completează dispozitivul de comandamente al forțelor terestre franceze. Înființarea sa reprezintă modul în care Franța a înțeles să-și îndeplinească angajamentele internaționale în materie de securitate și de apărare, în cadrul UE și NATO.
Direct subordonat Comandamentului Forțelor Terestre (CFT) – care este dispus, de asemenea, în Lille – CRR-FR este deschis participării tuturor țărilor membre NATO și/sau UE (participarea internațională reprezintă 16 la sută din pozițiile încadrate cu personal). Cu toate că este dispus în Franța și este subordonat structurilor militare franceze, limba de lucru în cadrul comandamentului este limba engleză. 

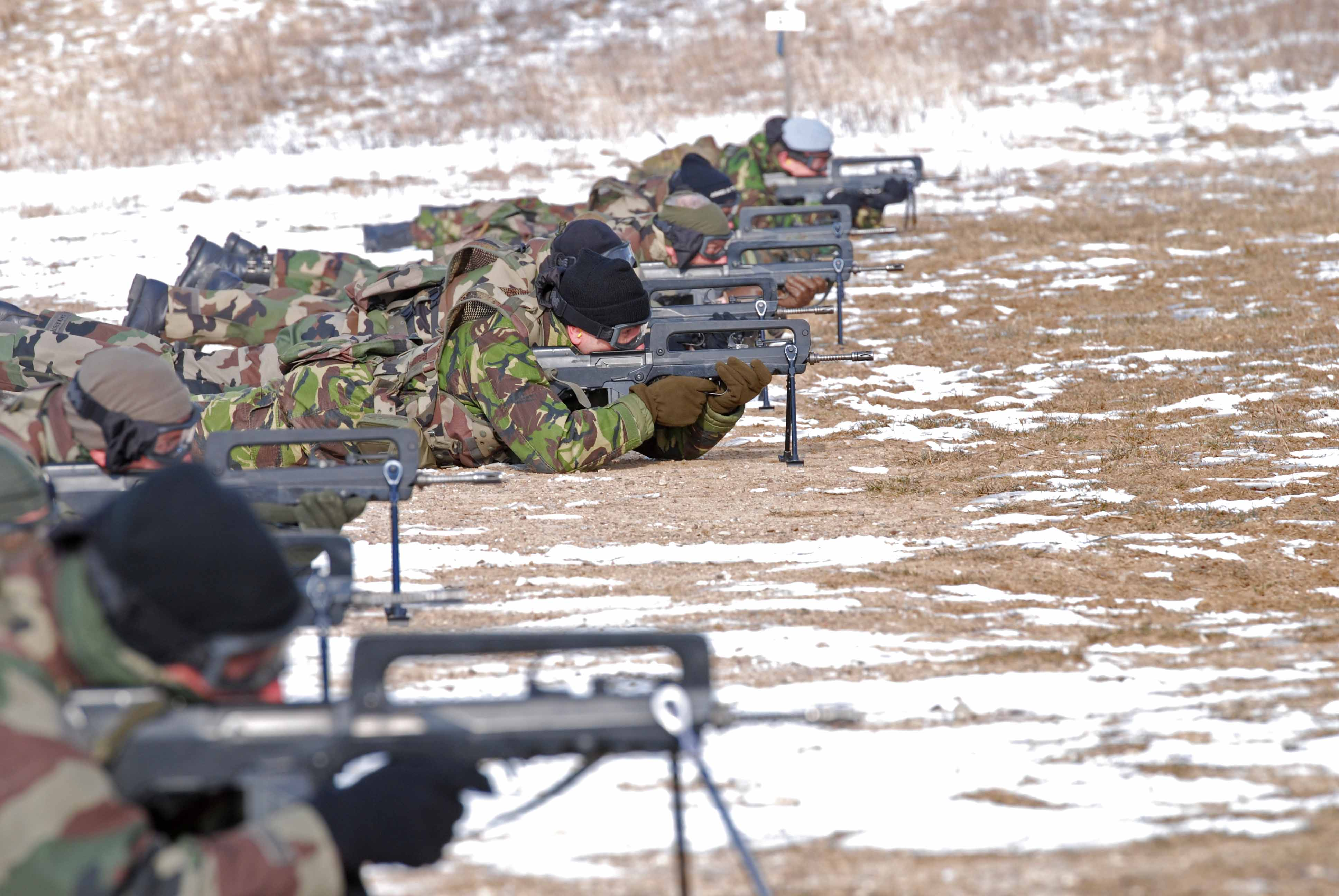
Aspecte de la executarea unei ședințe de tragere

Pe timp de criză, pentru a fi în măsură să conducă operații pe termen lung, prin grija Franței și a națiunilor contributoare, CRR-FR poate fi suplimentat cu un număr de până la 750 de militari.

## Focus pe ...

### 14 naționalități diferite
În afară de Franța, națiunea-cadru, alte treisprezece națiuni contribuie cu un număr de 71 de militari detașati permanent la CRR-FR. Astfel, sunt asigurate toate condițiile necesare unui schimb constant de experiență profesională între militarii națiunilor participante, fapt ușurat și de utilizarea limbii engleze ca limbă comună de lucru.     
Lista țărilor contributoare membre NATO și UE (în ordine alfabetică):
- Albania

- Belgia
- Bulgaria
- Canada
- Germania
- Grecia
- Italia
- Marea Britanie
- Olanda
- România
- Spania
- Statele Unite ale Americii
- Turcia

### Un comandament de secol XXI
CRR-FR beneficiază de cea mai bună dotare cu fibră optică din fortele terestre franceze; aproximativ 300 de km de cablu asigură legăturile necesare celor 18 rețele informatice și telefonice (naționale și NATO) de care dispune comandamentul.
Toate acestea asigură, via satelit, legătura cu forțele dislocate într-un teatru extern de operații, asigurându-se astfel coordonarea tuturor misiunilor, în mod nemijlocit, direct din interiorul „Citadelei”, din Centrul de Operații.
Până în prezent, CRR-FR beneficiază de singura interfață telefonică din Franța conectată la rețeaua NATO. O echipă formată din 24 militari asigură în permanență întreținerea și operarea acestor rețele, ceea ce oferă CRR-FR, în comparație cu alte comandamente, o autonomie completă în acest domeniu.
În cazul unei dislocări în condiții de campanie, amplasarea CRR-FR presupune o suprafață utilă de 5000 de metri pătrați pe care sunt dispuse 450 de adăposturi modulabile dotate cu 1600 de computere interconectate cu 70 de kilometri de fibră optică. 

### Un amplasament strategic
Situat în Lille, între Paris (capitala Franței), Bruxelles (sedii ale NATO și UE), Mons (Comandamentul NATO pentru Operații / Allied Command Operations) și Strasbourg (Parlamentul European), CRR-FR dispune de o amplasare ideală între centrii internaționali de decizie.